# Alemão
Ne doit pas être confondu avec Alemão (né en 1984).
Ricardo Rogério de Brito, plus connu comme Alemão, était un footballeur brésilien né le 22 novembre 1961 à Lavras (Brésil). Il a joué milieu défensif, notamment avec Botafogo FR, SSC Naples et l'équipe du Brésil.

## Carrière de joueur

### En club
- 1980 - 1980  : Fabril   ( Brésil)
- 1981 - 1987  : Botafogo FR   ( Brésil)
- 1987 - 1988  : Atlético de Madrid  ( Espagne)
- 1988 - 1992  : SSC Naples   ( Italie)
- 1992 - 1994  : Atalanta Bergame   ( Italie)
- 1994 - 1996  : São Paulo FC   ( Brésil)
- 1996 - 1996  : Volta Redonda   ( Brésil)

Avec SSC Naples il a été champion d'Italie  et a remporté une Coupe UEFA, ainsi qu'une supercoupe d'Italie. Tous ces titres ont été obtenus en compagnie de Diego Maradona.
Il a été nommé « ballon d'argent brésilien » en 1985.

### En équipe nationale
Il a disputé les coupes du monde de football 1986 et 1990 avec l'équipe du Brésil.
Alemão compte 39 sélections (3 non officielles) avec l'équipe du Brésil et a marqué 6 buts.

## Palmarès
- Vainqueur de la Coupe UEFA en 1989 avec SSC Naples
- Champion d'Italie  en 1990 avec SSC Naples
- Vainqueur de la Supercoupe d'Italie en 1991 avec SSC Naples
- Vainqueur de la Recopa d'Amérique du Sud:en 1994 avec São Paulo FC
- Vainqueur de la Conmebol en 1994 avec São Paulo FC